# Ларионов, Станислав Анатольевич
Станислав Анатольевич Ларионов (20 июня 1976, Ленинград, СССР) — российский игрок в мини-футбол, защитник и тренер.

## Биография
Первым профессиональным клубом в карьере Ларионова стал «Саратов», где он отыграл чуть больше одного сезона. Затем вернулся в родной Санкт-Петербург, где некоторое время выступал за «Единство». Однако вскоре эта команда прекратила существование, и он продолжил карьеру в екатеринбургском клубе «Финпромко-Альфа» под руководством Юрия Руднева. Ларионов принял участие в сенсационной победе уральского клуба в кубке России 2001 года. Именно на его счету победный гол в ворота московской «Дины» в финальном матче. Вскоре «Финпромко-Альфа» победила и в европейском кубке обладателей кубков, а Ларионов отметился двумя забитыми мячами в полуфинале.
«Финпромко-Альфа» вскоре прекратил существование, и Ларионов два сезона отыграл в казанском «Приволжанине». Затем он был приглашён Рудневым в московское «Динамо», где также провёл два сезона. За это время он стал двукратным чемпионом России и выиграл ещё один кубок России. Также он отметился четырьмя забитыми мячами в розыгрыше Кубка УЕФА по мини-футболу 2004/05, когда динамовцы стали финалистами турнира.
После ухода из московского клуба играл в «Норильском никеле», «ТТГ-Яве» и «Динамо-2», а летом 2010 года вновь вернулся в Санкт-Петербург, став игроком «Политеха». В начале 2012 года на правах аренды перешёл в московскую «Дину». В следующий год провёл в «Мытищи» и закончил карьеру игрока, стал тренером «Дины» и в первый год стал чемпионом. Отработав ещё один год, перешёл в КПРФ.

## Достижения
- Чемпион России по мини-футболу (3): 2005, 2006, 2014
- Обладатель Кубка России по мини-футболу (2): 2001, 2004
- Обладатель Кубка обладателей кубков по мини-футболу: 2002
- Серебряный призёр кубка УЕФА (2): 2005, 2006
- Бронзовый призёр чемпионата России: 2007